# 1960年鐵路
此條目列出1960年發生有關鐵路運輸的事件。

## 事件

### 4月
- 4月22日：能勢電鐵妙見之森纜車（日语：能勢電鉄妙見の森ケーブル）重新開放。

### 6月
- 6月1日：臺鐵增設柳營車站。
- 6月15日：名古屋市營地下鐵1號線由榮町站延長至池下站。

### 7月
- 7月1日：大阪市營地下鐵1號線由西田邊站延長至我孫子站。

### 11月
- 11月6日：基輔地鐵斯維亞托申-布羅瓦雷線通車，來往火車站至第聶伯站。

### 12月
- 12月4日：都營地下鐵1號線通車，來往押上站至淺草橋站。
- 12月25日：越美北線通車。